# Rengaskari, Björneborg
Rengaskari är en ö i Finland. Den ligger i Bottenhavet och i kommunen Björneborg i den ekonomiska regionen  Björneborgs ekonomiska region i landskapet Satakunta, i den sydvästra delen av landet. Ön ligger omkring 12 kilometer väster om Björneborg och omkring 230 kilometer nordväst om Helsingfors.
Öns area är 1 hektar och dess största längd är 280 meter i sydöst-nordvästlig riktning.